# Weißblättriger Bunttäubling
Der Weißblättrige Bunt-Täubling (Russula variegatula) ist ein Pilz aus der Familie der Täublingsverwandten (Russulaceae). Er ist durch einen violetten bis olivgrauen Hut und weißes bis weißliches Sporenpulver gekennzeichnet.

## Merkmale

### Makroskopische Merkmale
Der Hut ist lilaviolett bis olivgrau gefärbt, was ihn an den Papageien-Täubling (R. ionochlora) erinnern lässt. Er erreicht einen Durchmesser von vier bis sechs Zentimetern. Der Stiel ist weiß. Das Sporenpulver ist weiß bis weißlich.

### Mikroskopische Merkmale
Die Sporen messen 6,5–8 × 5,7–6,7 Mikrometer. Die Oberfläche ist mit Warzen besetzt, die nicht oder manchmal kurz verbunden sind. Die Warzen werden bis zu 0,75 Mikrometer hoch. Die Hyphen der Huthaut sind pfriemförmig, 3,5 bis 5 Mikrometer breit und besitzen keine bauchig erweiterten Basalabschnitte. Die Zystiden am Hut sind zylindrisch-keulig geformt und sechs bis zehn, manchmal bis zu zwölf Mikrometer breit.

## Artabgrenzung
Ähnlich ist vor allem der Papageien-Täubling (R. ionochlora), der jedoch vorwiegend bei Buchen vorkommt und ein etwas dunkleres, cremeweißes Sporenpulver besitzt.

## Ökologie
Der Weißblättrige Bunt-Täubling ist vor allem unter Fichten, aber auch unter Eichen zu finden.

## Verbreitung
Der Weißblättrige Bunt-Täubling ist in West- und Mitteleuropa verbreitet, gilt jedoch überall als sehr selten.
| Süd-/Südosteuropa | Westeuropa | Mitteleuropa                     | Osteuropa | Nordeuropa |
| ----------------- | ---------- | -------------------------------- | --------- | ---------- |
| –                 | Frankreich | Schweiz, Deutschland, Österreich | –         | –          |

In Deutschland wurde er nachweislich nur in Sachsen, Niedersachsen und Bayern gefunden.